# Chalcoscirtus minutus
Chalcoscirtus minutus là một loài nhện trong họ Salticidae.
Loài này thuộc chi Chalcoscirtus. Chalcoscirtus minutus được Yuri M. Marusik miêu tả năm 1990.